# Bratkovec
Bratkovec falu Horvátországban Krapina-Zagorje megyében. Közigazgatásilag Zagorska Selához tartozik.

## Fekvése
Krapinától 22 km-re nyugatra, községközpontjától 6 km-re északnyugatra, a Horvát Zagorje északnyugati részén a Szutla folyó völgyében, közvetlenül a szlovén határ mellett fekszik.

## Története
A településnek 1857-ben 221, 1910-ben 248 lakosa volt. Trianonig Varasd vármegye Klanjeci járásához tartozott. A településnek 2001-ben 62 lakosa volt.

## Külső hivatkozások
- Zagorska Sela község hivatalos oldala
- A zagorska selai plébánia honlapja